# Велика Британія на зимових Олімпійських іграх 1972
Велика Британія брала участь у Зимових Олімпійських іграх 1972 року в Саппоро (Японія). Збірну країни представляли 37 спортсменів (30 чоловіків та 7 жінок). Прапороносцем на церемонії відкриття став бобслеїст Майк Фрімен. Країна водинадцяте взяла участь у зимовій Олімпіаді. Британські спортсмени не завоювали жодної медалі.

## Спортсмени
Кількість спортсменів, що взяли участь в Іграх, за видами спорту.
| Вид спорту          | Чоловіки | Жінки | Загалом |
| ------------------- | -------- | ----- | ------- |
| Біатлон             | 4        | 0     | 4       |
| Бобслей             | 8        | 0     | 8       |
| Гірськолижний спорт | 4        | 4     | 8       |
| Ковзанярський спорт | 2        | 0     | 2       |
| Лижні перегони      | 4        | 1     | 5       |
| Санний спорт        | 6        | 0     | 6       |
| Фігурне катання     | 3        | 2     | 5       |
| Загалом             | 30       | 7     | 37      |

## Біатлон
На Іграх Велику Британію представляли четверо біатлоністів, що змагалися у двох дисциплінах. В індивідуальних перегонах на 20 км Кіт Олівер посів 11 місце, Джеффрі Стівенс — 23 місце, Алан Нотлі — 43 місце (серед 54 учасників). В естафеті 4 x 7.5 км британська команда зайняла 11-е місце серед 13 команд.
| Дисципліна                     | Спортсмен                                            | Промахи 1 | Час        | Місце |
| ------------------------------ | ---------------------------------------------------- | --------- | ---------- | ----- |
| естафета 4 x 7.5 км (чоловіки) | Малкольм Герст Кіт Олівер Джеффрі Стівенс Алан Нотлі | 5         | 2'01:38.84 | 11    |

| Дисципліна                           | Спортсмен       | Час        | Пенальті | Розрахунковий час2 | Місце |
| ------------------------------------ | --------------- | ---------- | -------- | ------------------ | ----- |
| 20 км індивідуальна гонка (чоловіки) | Алан Нотлі      | 1'21:48.72 | 7        | 1'28:48.72         | 43    |
| 20 км індивідуальна гонка (чоловіки) | Джеффрі Стівенс | 1'19:28.95 | 4        | 1'23:28.95         | 26    |
| 20 км індивідуальна гонка (чоловіки) | Кіт Олівер      | 1'17:40.31 | 3        | 1'20:40.31         | 11    |

1 За кожну пропущену мішень потрібно було пройти на лижах штрафну петлю довжиною 200 метрів
2 Одна хвилина додається за кожний промах (попадання у зовнішнє кільце), дві хвилини додається за повний промах.

## Бобслей
Велику Британію в цих іграх представляли 8 бобслеїстів, що змагалися у двох дисциплінах: по дві команди у парних следах та у четвірках. Найкращих результат показала команда GBR-2 у четвірках, посівши 15 сходинку, а команда GBR-2 зайняла 16 місце з 18 команд, але дві команди (США та Японії) були дискваліфіковані, отже британці зайняли останні місця. У двійках британські команди зайняли 17-е та 20-е місця (серед 21 команди).
| След  | Спортсмени                                            | Дисципліна          | Заїзд 1 | Заїзд 1 | Заїзд 2 | Заїзд 2 | Заїзд 3 | Заїзд 3 | Заїзд 4 | Заїзд 4 | Всього  | Всього |
| След  | Спортсмени                                            | Дисципліна          | Час     | Місце   | Час     | Місце   | Час     | Місце   | Час     | Місце   | Час     | Місце  |
| ----- | ----------------------------------------------------- | ------------------- | ------- | ------- | ------- | ------- | ------- | ------- | ------- | ------- | ------- | ------ |
| GBR-1 | Джон Евелін Пітер Кліффорд                            | двійки (чоловіки)   | 1:18.60 | 19      | 1:17.23 | 15      | 1:15.80 | 19      | 1:17.38 | 19      | 5:09.01 | 20     |
| GBR-2 | Джон Гаммонд Вільям Майкл Світ                        | двійки (чоловіки)   | 1:18.09 | 15      | 1:18.18 | 19      | 1:15.71 | 18      | 1:14.98 | 10      | 5:06.96 | 17     |
| GBR-1 | Джон Евелін Майк Фрімен Гомер Ллойд Вільям Майкл Світ | четвірки (чоловіки) | 1:12.83 | 16      | 1:13.65 | 17      | 1:12.55 | 15      | 1:12.00 | 13      | 4:51.03 | 16     |
| GBR-2 | Джон Гаммонд Джекі Прайс Алан Джонс Пітер Кліффорд    | четвірки (чоловіки) | 1:13.00 | 17      | 1:12.49 | 12      | 1:12.72 | 16      | 1:12.25 | 15      | 4:50.46 | 15     |

## Гірськолижний спорт
У гірськолижних змаганнях брали участь 8 британських спортсменів (4 чоловіків та 4 жінок). Найкращий результат показала Дівіна Галіца, посівши 7 місце у змаганнях із гігантського слалому (у змаганнях взяли участь 42 гірськолижниці, але пройшли обидва заїзди лише 35). У змаганнях з чоловічого слалому фінішувати не вдалося жодному з чотирьох британців.
| Спортсмен           | Дисципліна                    | Спуск 1         | Спуск 1 | Спуск 2      | Спуск 2 | Всього          | Всього |
| Спортсмен           | Дисципліна                    | Час             | Місце   | Час          | Місце   | Час             | Місце  |
| ------------------- | ----------------------------- | --------------- | ------- | ------------ | ------- | --------------- | ------ |
| Ієн Фінлейсон       | швидкісний спуск (чоловіки)   |                 |         |              |         | 2:06.50         | 50     |
| Конрад Бартельскі   | швидкісний спуск (чоловіки)   |                 |         |              |         | 2:02.71         | 43     |
| Алекс Мапеллі-Моцці | швидкісний спуск (чоловіки)   |                 |         |              |         | 2:00.28         | 37     |
| Ройстон Варлі       | швидкісний спуск (чоловіки)   |                 |         |              |         | 1:58.53         | 33     |
| Алекс Мапеллі-Моцці | гігантський слалом (чоловіки) | дискваліфікація | –       | –            | –       | дискваліфікація | –      |
| Конрад Бартельскі   | гігантський слалом (чоловіки) | не фінішував    | –       | –            | –       | не фінішував    | –      |
| Ієн Фінлейсон       | гігантський слалом (чоловіки) | 1:45.88         | 46      | не фінішував | –       | не фінішував    | –      |
| Ройстон Варлі       | гігантський слалом (чоловіки) | ?               | 41      | не фінішував | –       | не фінішував    | –      |
| Ієн Фінлейсон       | слалом (чоловіки)             | 1:06.86         | 40      | 1:03.69      | 28      | 2:10.55         | 28     |
| Конрад Бартельскі   | слалом (чоловіки)             | не фінішував    | –       | –            | –       | не фінішував    | –      |
| Алекс Мапеллі-Моцці | слалом (чоловіки)             | не фінішував    | –       | –            | –       | не фінішував    | –      |
| Ройстон Варлі       | слалом (чоловіки)             | 1:06.31         | 38      | 1:01.54      | 24      | 2:07.85         | 26     |
| Керол Блеквуд       | швидкісний спуск (жінки)      |                 |         |              |         | 1:44.61         | 38     |
| Дівіна Галіца       | швидкісний спуск (жінки)      |                 |         |              |         | 1:41.58         | 26     |
| Джина Гаторн        | швидкісний спуск (жінки)      |                 |         |              |         | 1:41.42         | 25     |
| Валентина Іліффе    | швидкісний спуск (жінки)      |                 |         |              |         | 1:41.36         | 23     |
| Керол Блеквуд       | гігантський слалом (жінки)    |                 |         |              |         | 1:43.96         | 35     |
| Валентина Іліффе    | гігантський слалом (жінки)    |                 |         |              |         | 1:36.68         | 26     |
| Джина Гаторн        | гігантський слалом (жінки)    |                 |         |              |         | 1:33.57         | 14     |
| Дівіна Галіца       | гігантський слалом (жінки)    |                 |         |              |         | 1:32.72         | 7      |
| Керол Блеквуд       | слалом (жінки)                | не фінішувала   | –       | –            | –       | не фінішувала   | –      |
| Валентина Іліффе    | слалом (жінки)                | не фінішувала   | –       | –            | –       | не фінішувала   | –      |
| Дівіна Галіца       | слалом (жінки)                | 51.13           | 22      | 49.37        | 13      | 1:40.50         | 15     |
| Джина Гаторн        | слалом (жінки)                | 48.72           | 14      | 47.46        | 8       | 1:36.18         | 11     |

## Ковзанярський спорт
На Іграх Велику Британію представляли лише двоє ковзанярів у 4 дисциплінах. Британські ковзанярі не показали хороших результатів. Найкращий результат у Девіда Гемптона — він зайняв 20 місце у змаганнях на відстані 10000 м (та змагалися 24 спорстмени).
| Дисципліна         | Спортсмен     | Час      | Місце |
| ------------------ | ------------- | -------- | ----- |
| 500 м (чоловіки)   | Девід Гемптон | 42.59    | 24    |
| 1500 м (чоловіки)  | Джон Блюїтт   | 2:18.96  | 37    |
| 1500 м (чоловіки)  | Девід Гемптон | 2:14.60  | 29    |
| 5000 м (чоловіки)  | Джон Блюїтт   | 8:16.75  | 26    |
| 5000 м (чоловіки)  | Девід Гемптон | 8:07.85  | 22    |
| 10000 м (чоловіки) | Джон Блюїтт   | 16:51.50 | 23    |
| 10000 м (чоловіки) | Девід Гемптон | 16:39.01 | 20    |

## Лижні перегони
У лижних перегонах змагалися п'ятеро британців (чотири чоловіки та одна жінка) у чотирьох дисциплінах. Найкращий результат показала Френсіс Люткен, яка стала 39-ю на дистанції 10 км (з 42 учасниць), а на дистанції 5 км стала 42-ю (передостанньою). Серед чоловіків найкращим став Кіт Олівер, який на дистанції 30 км став 54-им (з 60-ти учасників, але до фінішу дійшли 55 лижники, отже Олівер став передостаннім).
| Дисципліна       | Спортсмен       | Час        | Місце |
| ---------------- | --------------- | ---------- | ----- |
| 15 км (чоловіки) | Гаррі Тобін     | 56:05.05   | 61    |
| 15 км (чоловіки) | Пітер Стронг    | 54:41.99   | 60    |
| 15 км (чоловіки) | Теренс Паллісер | 54:11.98   | 59    |
| 30 км (чоловіки) | Теренс Паллісер | 1'54:39.41 | 55    |
| 30 км (чоловіки) | Кіт Олівер      | 1'54:10.60 | 54    |
| 5 км (жінки)     | Френсіс Люткен  | 19:40.17   | 42    |
| 10 км (жінки)    | Френсіс Люткен  | 40:02.73   | 39    |

## Санний спорт
На зимовій Олімпіаді 1972 року Британію представляли 6 саночників у двох дисциплінах. На одномісних санах Джонні Вудолл став 34-м, Джеремі Палмер-Томкінсон — 40-м, Річард Ліверседж — 42-м, Руперт Дін — 43-м (з 45 учасників). На двомісних санах британці зайняли два останні місця: Стівен Марш і Джонні Вудолл — 19 місце, Мішель де Карвальо і Джеремі Палмер-Томкінсон — 20 місце.
| Спортсмен                                   | Дисципліна                | Заїзд 1 | Заїзд 1 | Заїзд 2 | Заїзд 2 | Заїзд 3 | Заїзд 3 | Заїзд 4 | Заїзд 4 | Всього  | Всього |
| Спортсмен                                   | Дисципліна                | Час     | Місце   | Час     | Місце   | Час     | Місце   | Час     | Місце   | Час     | Місце  |
| ------------------------------------------- | ------------------------- | ------- | ------- | ------- | ------- | ------- | ------- | ------- | ------- | ------- | ------ |
| Руперт Дін                                  | одномісні сани (чоловіки) | 59.21   | 43      | 59.65   | 44      | 58.10   | 44      | 58.58   | 43      | 3:55.54 | 43     |
| Річард Ліверседж                            | одномісні сани (чоловіки) | 57.38   | 42      | 57.08   | 43      | 55.71   | 43      | 56.32   | 42      | 3:46.49 | 42     |
| Джеремі Палмер-Томкінсон                    | одномісні сани (чоловіки) | 57.23   | 41      | 55.59   | 38      | 55.36   | 42      | 55.43   | 41      | 3:43.61 | 40     |
| Джонні Вудолл                               | одномісні сани (чоловіки) | 55.11   | 29      | 55.21   | 33      | 54.78   | 38      | 55.05   | 38      | 3:40.15 | 34     |
| Стівен Марш Джонні Вудолл                   | двомісні сани (чоловіки)  | 46.77   | 18      | 47.05   | 19      |         |         |         |         | 1:33.82 | 19     |
| Мішель де Карвальо Джеремі Палмер-Томкінсон | двомісні сани (чоловіки)  | 47.09   | 20      | 47.50   | 20      |         |         |         |         | 1:34.59 | 20     |

## Фігурне катання
На змаганнях з фігурного катання Велику Британію представляли 5 фігуристів. Хейг Унджян став 7-им в одиничному катанні, а Джон Каррі — 8-м. Джин Скотт зайняла 11 місце у жіночому катання, а Лінда Конноллі і Колін Тейлфорт стали 14-ми у парному катанні.
| Спортсмени                    | Змагання                    | CF/CD | SP | FS/FD | Бали   | Places | Місце |
| ----------------------------- | --------------------------- | ----- | -- | ----- | ------ | ------ | ----- |
| Джон Каррі                    | одиночне катання (чоловіки) | 8     |    | 12    | 2512.2 | 85     | 11    |
| Хейг Унджян                   | одиночне катання (чоловіки) | 9     |    | 7     | 2538.8 | 65     | 7     |
| Джин Скотт                    | одиночне катання (жінки)    | 9     |    | 11    | 2436.8 | 101    | 11    |
| Лінда Конноллі Колін Тейлфорт | парне катання               |       | 14 | 14    | 360.6  | 126    | 14    |